# Янку-Жіану
Янку-Жіану (рум. Iancu Jianu) — село у повіті Олт в Румунії. Входить до складу комуни Янку-Жіану.
Село розташоване на відстані 163 км на захід від Бухареста, 27 км на захід від Слатіни, 25 км на північний схід від Крайови.

## Населення
За даними перепису населення 2002 року у селі проживали 3524 особи.
Національний склад населення села:
| Національність | Кількість осіб | Відсоток |
| -------------- | -------------- | -------- |
| румуни         | 3438           | 97,6%    |
| цигани         | 85             | 2,4%     |

Рідною мовою назвали:
| Мова      | Кількість осіб | Відсоток |
| --------- | -------------- | -------- |
| румунська | 3438           | 97,6%    |
| циганська | 85             | 2,4%     |